# Берни (Мисури)
Берни (енгл. Bernie) град је у америчкој савезној држави Мисури.

## Демографија
По попису из 2010. године број становника је 1.958, што је 181 (10,2%) становника више него 2000. године.
| Група             | 2000.         | 2010.         |
| Белци             | 1.703 (95,8%) | 1.845 (94,2%) |
| Афроамериканци    | 39 (2,2%)     | 43 (2,2%)     |
| Азијати           | 0 (0,0%)      | 2 (0,1%)      |
| Хиспаноамериканци | 13 (0,7%)     | 28 (1,4%)     |
| Укупно            | 1.777         | 1.958         |